# ولايات تنظيم الدولة الإسلامية (داعش)
تشكل الجزء المركزي من ولايات الدولة الإسلامية في العراق والشام كان منذ 2014 حتى نوفمبر 2017 في العراق وسوريا، حيث سيطر التنظيم على رقع ذات شأن من الأقاليم الحضرية، والريفية ثم الصحراوية. كما يسيطر تنظيم الدولة الإسلامية في العراق والشام على أراضي في اليمن، أفغانستان، ليبيا، نيجيريا، ومصر. ومن المحتمل أيضا في الصومال وجمهورية الكونغو الديمقراطية. للتنظيم أيضا خلايا نائمة في الجزائر، العراق، باكستان، تونس، القوقاز، الفلبين والسعودية والتي لا تسيطر على أقاليم. بحلول أكتوبر 2017 كانت داعش لا تزال تسيطر على 10,210 كم2 من الأقاليم في العراق وسوريا وفقا للتحالف الدولي ضد داعش بقيادة الولايات المتحدة.
في أوائل عام 2017 كانت داعش تسيطر تقريبا على 45,377 كيلومتر مربع (17520 ميل مربع) من الأراضي في العراق وسوريا بالإضافة إلى 7,323 كم2 من الأراضي في أماكن أخرى وبالتالي فالتنظيم سيطر على ما مجموعه 52,700 كم2. بالرغم من ذلك فقد انخفضت مساحة الأراضي التي سيطر عليها التنظيم مقارنة بعام 2014 حيث كان يُسيطر على ما بين 100,000 كم2 و 110,000 كم2 من الأراضي في المجموع. انخفضت نسبة سيطرة داعش على الأراضي بشكل كبير في كل بلد تقريبا منذ عام 2014 وذلك نتيجة للإجراءات العسكرية التي قامت بها مجموعة من الدول ضد التنظيم الذي يُصنف كإرهابي على مستوى كل دول العالم. بلغت ذروة سيطرة داعش على المساحات مدى 282,485 كم2.
الغالبية العظمى من الأراضي التي يسطير عليها داعش توجد في شرق سوريا بالإضافة إلى جيوب معزولة في مناطق أخرى من البلاد. في الحقيقة حصلت داعش على هيبتها بعدما سطيرت على عشرات الأراضي في العراق وسوريا، أمَّا في أفغانستان فداعش تسيطر على بعض الأراضي خاصة تلك قرب الحدود مع باكستان لكن التنظيم فقد 87% من أراضيه في المنطقة منذ ربيع عام 2015. خسرت الجماعة المسلحة في ليبيا ما يقرب من 100% من أراضيها اعتبارا من عام 2017 ولم تعد «تمتلك» سوى عدد قليل من القرى والأحياء. أما في مصر فتسيطر المجموعة على 910 كم2 من الأراضي التي تتمحور في قرية الشيخ زويد وهو ما يمثل أقل من 1% من الأراضي المصرية. سيطرت الجماعة على 6,041 كم2 من الأراضي في نيجيريا على الرغم من أن الحكومة النيجيرية تنفي ذلك؛ جذير بالذكر هنا أن المجموعة فقدت 75% من «أراضيها» في نيجيريا منذ عام 2014 وانسحبت إلى معاقلها الأولى في الشمال الشرقي وبخاصة في ولاية بورنو.

## الخلفية
أوضحت الطبعة الخامسة من مجلة دابق أن المجموعة تهدف من خلال عملياتها إلى إنشاء ولايات جديدة في الأراضي التي تسيطرُ عليها؛ كما أكدت نفس المجلة على أن الجماعات الجهادية يجب دمجها في هيئة موحدة ومن ثم مبايعة البغدادي كزعيمٍ لها. ورد في نفس الطبعة على أن التنظيم سيرشح والٍ (حاكم) على كل منطقة بالإضافة إلى مجلس شورى ثم سيقوم فيما بعد بوضع صياغة إستراتيجية عسكرية لتعزيز السيطرة على الأراضي وفقا للشريعة. أكدت مجلة دابق في قادم طبعاتها على أن التنظيم حصل على دعم مباشر وغير مباشر في مجموعة من المناطق التي حاول السيطرة عليها بما في ذلك سنجان، إندونيسيا والفلبين ثم وضحت في نهاية المطاف كيف حاول التنظيم إنشاء ولاية في هذه المناطق بعد تشكيل علاقات مباشرة مع مؤيديه.

## نظرة عامة
أكد المتحدث باسم داعش أبو محمد العدناني على أن «شرعية جميع الجماعات والمنظمات تُصبح لاغية في ظل توسع سلطة "دولة الخلافة" ووصول قواتها إلى المناطق التي تسيطر عليها تلك الجماعات.» في حقيقة الأمر؛ يرفض التنظيم الانقسامات السياسية التي وضعتها القوى الغربية أثناء الحرب العالمية الأولى وبخاصة ما وردَ في اتفاقية سايكس بيكو كما يرى التنظيم أن سوريا والعراق ستكون منطلقه الرئيسي. يرى زعماء التنظيم أن هناك ضرورة ملحة تستوجب القتال ضد باقي الجماعات المتشددة بما في ذلك تنظيم القاعدة في جزيرة العرب والقاعدة في بلاد المغرب الإسلامي وذلك في حالة ما لم تقم هاته المنظمات بمبايعة داعش نفسه.
كانت لدى داعش عدة فروع في ليبيا ومصر؛ بل كانت نشطة جدا في عملياتها التي هدفت من خلالها إلى السيطرة على الأراضي. يتوفر التنظيم على فروع في دول أخرى مثل الجزائر والمملكة العربية السعودية لكنها أقل نشاطا ولا يبدو أن لديها وجود قوي على أرض الواقع.
منذ حزيران/يونيو 2015 لم يُعلن داعش رسميا عن إضافة مزيد من المحافظات له ولدولة خلافته «المزعومة» هذا على الرغم من أن جماعات مسلحة أخرى في بلدان مثل الصومال وبنغلاديش والفلبين أعلنت عن مبايعتها للزعيم البغدادي.

## مناطق عمليات التنظيم
| ولاية العراق | ولايات الشام (سوريا) | الولايات البعيدة                       | ولايات أخرى (عمليات قليلة)             |
| ------------ | -------------------- | -------------------------------------- | -------------------------------------- |
| الأنبار      | ولاية الخير          | ولاية غرب إفريقية                      | ولاية الفلبين                          |
| الفلوجة      | ولاية البركة         | ولاية وسط إفريقية                      | ولاية تونس                             |
| بغداد        | ولاية الرقة          | ولاية الساحل                           | ولاية مصر                              |
| شمال بغداد   | ولاية حلب            | ولاية موزمبيق                          | ولاية أذربيجان                         |
| دجلة         | ولاية حماة           | ولاية اليمن: - عدن أبين. - البيضاء.    | ولاية البنغال                          |
| ديالى        | ولاية حمص            | ولاية ليبيا: - برقة. - طرابلس. - فزان. | ولاية باكستان                          |
| صلاح الدين   | ولاية حوران          | ولاية خراسان                           | ولاية لبنان                            |
| نينوى        | ولاية دمشق           | ولاية الصومال                          | ولاية الهند                            |
| كركوك        | ولاية الفرات         | ولاية القوقاز                          | جيش خالد بن الوليد (منطقة حوض اليرموك) |
| الجنوب       | -                    | ولاية شرق آسيا                         | -                                      |
| البادية      | -                    | ولاية تركيا (إسطنبول)                  | -                                      |
| الجزيرة      | -                    | ولاية باكستان                          | -                                      |
| -            | -                    | ولاية سيناء                            | -                                      |
| -            | -                    | ولاية نجد                              | -                                      |

لافتة إرشادية في محافظة كركوك في فترة سيطرة تنظيم الدولة على تلك المنطقة، يظهر فيها التقسيم الإداري للتنظيم

نهج تنظيم الدولة الإسلامية (داعش) في خطاه ما يُعرف بالإسلام السياسي حيث أعلن مجموعة من المتمردين التابعين له عن إقامة دولة خلافة ذات سيادة في الشرق الأوسط وعلى هذا النحو كان لزعماء التنظيم تطلعات للحكم بعد السيطرة على الأراضي.
لا توجد أي دولة في العالم تعترف بداعش كدولة، بالرغم من أن هدف التنظيم هو تأسيس دولة الخلافة الإسلامية في جميع أنحاء العالم من خلال اتباع السلفية الجهادية. ادَّعى داعش في المقام الأول أن مجموعة من الأراضي في سوريا والعراق تعود له ثم ما لبث وأن أعلن عن نيته تقسيم كل دولة إلى عدة ولايات (أو محافظات). السيطرة الإقليمية للتنظيم خارج سوريا والعراق أَعلنَ عنها الزعيم أبو بكر البغدادي في 13 تشرين الثاني/نوفمبر 2014؛ إذ أكد على تأسيس عدة فروع للمجموعة في كثير من الدول بما في ذلك ليبيا (ولاية ليبيا)، الجزائر (ولاية الجزائر)، مصر (ولاية سيناء)، اليمن (ولاية اليمن) ثم المملكة العربية السعودية (ولاية الحرمين). في عام 2015 أعلن التنظيم عن تأسيس محافظات جديدة على الحدود ما بين أفغانستان وباكستان (ولاية خراسان)، أما في شمال نيجيريا فقد بايع بوكو حرام قائد التنظيم في حين أسَّسَ في شمال القوقاز ما عُرف بولاية القوقاز.

### العراق وسوريا
لطالما كان العراق مقراً لمجموعة من الجماعة المتمردة لعلَّ أبرزها مجلس شورى المجاهدين الذي أعلن عن إنشاء دولة العراق الإسلامية في تشرين الأول/أكتوبر 2006 ثم ادعى فرض سلطته على سبع محافظات من العراق وهي: بغداد، الأنبار، ديالى، كركوك، صلاح الدين، نينوى وأجزاء من بابل.
غيَّرت الجماعة اسمها إلى الدولة الإسلامية في العراق والشام ثم توسعت في سوريا بحلول نيسان/أبريل 2014 وادعت فيما بعد فرض وبسط سلطتها على المحافظات السورية التي تغطي معظم البلاد خاصة تلك التي توجد على طول الحدود الإقليمية: الحسكة، دير الزور، الرقة، حمص، حلب، إدلب، حماة، ريف دمشق ثم اللاذقية. قام التنظيم في وقت لاحق بتقسيم الأراضي الواقعة تحت سيطرته بهدف إنشاء محافظات جديدة من أبرزها ولاية الفرات، التي شملت كل من الفلوجة، دجلة والجزيرة الفراتية. في 9 ديسمبر 2017 أعلنت القوات العسكرية العراقية الحرب ضد داعش في العراق ثم انتصرت فيها واستعادت بذلك كل الأراضي التي سيطر عليها التنظيم في وقت ما.

### ليبيا
قسّم داعش ليبيا إلى ثلاث محافظات أو أقاليم ثم سيطر عليها الواحدة تلو الأخرى في أوقات متفرقة؛ حيت فرض سلطته على برقة في الشرق ثم فزان في الصحراء الجنوبية وطرابلس في الغرب حول العاصمة.
في عام 2014 وصلَ عدد من كبار قادة داعش إلى مدينة درنة التي كانت مُصَدِّراً رئيسيا للمقاتلين في الحرب الأهلية السورية والتمرد في العراق. على مدى عدة أشهر أعلنت العديد من الفصائل المحلية المقاتلة عن ولائها للتنظيم ثم أعلنت فيما بعد الحرب على كل من عارضهم. في 5 تشرين الأول/أكتوبر 2014 سيطر المسلحون على جزء كبيرٍ من المدينة ثم أعلنوا علانية عن مبايعتهم أبو بكر البغدادي. في فبراير من عام 2015 سيطر داعش على أجزاء من المدينة الليبية سرت. وفي الأشهر التالية استُخدمت المدينة كقاعدة للسيطرة على المدن المجاورة بما في ذلك هراوة، والنوفلية. بدأت داعش إدارة سرت وتعاملت معها بوصفها عاصمة الإقليم.
عانى أعضاء داعش من انتكاسات في منتصف عام 2015 عندما تم طردهم من درنة بعد اشتباكات مع مسلحين محليين. بعد أشهر من القتال المتقطع انتقل أفراد التنظيم في نهاية المطاف إلى أجزاء أخرى من ليبيا. قُتل الزعيم أبو نبيل الأنباري في ضربة جوية أمريكية في تشرين الثاني/نوفمبر 2015. شنَّت الحكومة المؤقتة هجوما كبيرا ضد داعش واستعادت الكثير من الأراضي حول سرت في مايو 2016،  ثم استعادت المدينة بحلول كانون الأول/ديسمبر 2016.

### مصر (سيناء)
بايعت جماعة أنصار بيت المقدس المصرية تنظيم داعش في تشرين الثاني/نوفمبر 2014. بعد خطاب البغدادي في 13 تشرين الثاني/نوفمبر من نفس العام غيرت الجماعة اسمها إلى تنظيم الدولة الإسلامية - ولاية سيناء على حسابها الرسمي في تويتر ثم ادعت أنها تُمثل الولاية. جذير بالذكر هنا أن المجموعة نفذت عدة هجمات في سيناء.

### السعودية
أعلن البغدادي عن نيته اقتحام المملكة العربية السعودية في تشرين الثاني/نوفمبر 2014 ثم دعى في وقت لاحق إلى الإطاحة بحكم آل سعود وانتقد مشاركة المملكة في التحالف الذي تقوده الولايات المتحدة ضد داعش. نفذت المجموعة عدة هجمات في البلاد وحاولت تأسيس عدة ولايات مثل ولاية نجد وولاية الحجاز.

### الجزائر
بايع أعضاء مجموعة مسلحة تُدعى جند الخلافة تنظيم داعش في أيلول/سبتمبر 2014. في حقيقة الأمر اكتسبت داعش في الجزائر سمعة سيئة عندما قامت بقطع رأسه السائح الفرنسي إيرفيه غورديل في أيلول/سبتمبر 2014. في 13 تشرين الثاني/نوفمبر 2014 أعلن أبو بكر البغدادي أن المجموعة غيَّرت اسمها إلى «ولایة الجزائر» تماشيا مع باقي ولايات التنظيم في مختلف الدول. قتلت قوات الأمن الجزائرية زعيم الجماعة خالد أبو سليمان في ديسمبر/كانون الأول 2014 بالإضافة إلى خمسة من ستة قادة لتنظيم الولاية في غارة خلال مايو 2015. ومنذ ذلك الحين لم تتبنى المجموعة أي هجمات كبيرة وبقيت صامتة.

### اليمن
أُنشأ فرع تنظيم الدولة الإسلامية - ولاية اليمن في تشرين الثاني/نوفمبر 2014، ثم نفذ أولى هجماته بحلول آذار/مارس 2015 حيث قام بتفجير مسجدين اثنين للشيعة في العاصمة اليمنية صنعاء. سيطر فرع التنظيم في اليمن على عدة محافظات بما في ذلك حضرموت، شبوة ثم صنعاء. بعد اندلاع الحرب الأهلية اليمنية في عام 2015 كافح داعش للحفاظ على وجوده في البلاد في ظل مواجهة شرسة مع تنظيم القاعدة في جزيرة العرب. في الحقيقة لم تكن خلايا داعش قادرة على السيطرة والحفاظ على المناطق التي كسبتها في معارك أولى مما دفع بها إلى الفرار والعودة إلى المعاقل الأولى في كل من العراق وسوريا. شهدت الجماعة أيضا عدة مشاكل خاصة على مستوى القيادة بعد حصول عدة انشقاقات ونزاعات محلية.

### أفغانستان-باكستان
في 29 كانون الثاني/يناير 2015 بايع كل من حافظ سعيد خان، الملا عبد الرؤوف وغيرهم من المسلحين في المنطقة أبي بكر البغدادي. غيَّر سعيد خان في وقت لاحق اسمه وأصبح والي فرع جديد للتنظيم في أفغانستان وباكستان حمل اسم ولاية خراسان ونشط في المنطقة التاريخية خراسان الكبرى.
حاولت داعش إثبات وجودها في جنوب أفغانستان وخاصة في ولايتي قندهار وهلمند ولكنها لقيت مقاومة شديدة من حركة طالبان. بالرغم من ذلك كان أفراد داعش قادرين على إيجاد موطئ قدم لهم في أجزاء من ولاية ننكرهار بعد توقيعهم لاتفاقيات عدة مع أعضاء وجند ساخطين على حركة طالبان. في أغسطس 2015 بايعَ عثمان غازي زعيم حركة أوزباكستان الإسلامية تنظيم الدولة الإسلامية ثم أعلن أن المجموعة يجب أن تكون جزءا من ولاية خراسان.
عانى التنظيم من انتكاسات في عام 2016 حيث فقدَ السيطرة على بعض الأراضي في أعقاب هجمات من القوات الأميركية والحكومة الأفغانية بالإضافة إلى طالبان. انتكاسات داعش تواصلت بعدما قُتل حافظ سعيد خان في هجوم بطائرة أمريكية بدون طيار في شرق أفغانستان في 25 تموز/يوليو 2016.

### نيجيريا
في 7 آذار/مارس من عام 2015 بايع زعيم بوكو حرام أبو بكر شيكاو تنظيم داعش عبر رسالة صوتية نُشرت على الحساب الرسمي للتنظيم على موقع تويتر. رحب أبو محمد العدناني بخطوة زعيم بوكو حرام ووصفها بأنها ستُساهم بشكل كبير في توسيع خلافة التنظيم في غرب أفريقيا. منشورات داعش في أواخر آذار/مارس 2015 أشارت إلى أعضاء من بوكو حرام كجزء من ولاية غرب أفريقيا. بالرغم من كل هذا فقد عانت بوكو حرام هي الأخرى من انتكاسات كبيرة في العام الذي يلي البيعة خاصة في ظل هجوم كبير شنّّه الجيش النيجيري بمساعدة من القوى المجاورة التي ساعدتها في استعادة مجموعة من الأراضي في شمال شرق نيجيريا. تواصلت نكسات التنظيم عقب معاناة بوكو حرام من انقسام في صفوفها في عام 2016 حيث عيَّنت داعش أبو مصعب البرناوي كزعيم جديد للمجموعة بسبب خلافات مع أبو بكر شيكاو القائد السابق الذي رفض هذا التصرف مما دفع به إلى العمل بشكل مستقل رفقة أنصاره.

### الصومال
نشط تنظيم الدولة الإسلامية في الصومال منذ عام 2015، وعلى الرغم من أنه لا يزال صغيرا حيث يُقدر عدد أعضائه بحوالي 300 مقاتل فقط إلا أن عددا من الخبراء والمراقبين أكدوا على أن الميليشيا تُسيطر على عدد من القرى في أرض البنط النائية. وعلاوة على ذلك فإن المجموعة تمكنت من القبض على بلدة كانداله لأكثر من شهر في أواخر عام 2016. على الرغم من ذلك لم تتعرف القيادة المركزية لداعش بهذا الفصيل ومن غير المعروف ما إذا كانت تعلم بولائه لها أم لا.

### غزة
في شباط/فبراير 2014 أعلن مجلس شورى المجاهدين في أكناف القدس دعمه لـداعش. في 2 نيسان/أبريل 2015 قام عناصر من هذه المجموعة جنبا إلى جنب مع أعضاء من جيش الإسلام وفصيل أنصار بيت المقدس بتشكيل لواء الشيخ عمر حديد المعروف أيضا باسم الدولة الإسلامية في غزة. ينشط اللواء في الغالب في قطاع غزة لكن تحركاته تبقى قليلة بل تكاد تكون منعدمة مقارنة بفصائل أخرى تابعة للتنظيم في مناطق خارج فلسطين.

### شمال القوقاز
هدد مسلحو داعش في سوريا الرئيس الروسي فلاديمير بوتين في عام 2014: «سوف نُحرر الشيشان وكامل القوقاز بإذن الله تعالى. عرشك بالفعل يتأرجح بل صار تحت التهديد وستسقط عندما نأتي لك لأن الله بجانبنا.» في أوائل عام 2015 أعلن قادة ومجاهدي إمارة القوقاز الإسلامية في الشيشان وداغستان عن انشقاقهما والولاء لأبي بكر البغدادي. في حزيران/يونيو من عام 2015 نُشر مقطع صوتي مسجل للمتحدث باسم داعش أبو محمد العدناني والذي يُؤكد فيه قبول تعهدات الولاء وتعيين أبو محمد قداري (رستم أسيلداروف) كحاكمٍ جديد لولاية القوقاز، ثم دعا المسلحين في المنطقة إلى الانضمام فرع التنظيم ومبايعته. نفذت المجموعة منذ ذلك الحين بعضا من الهجمات البسيطة لا غير. جذير بالذكر هنا أيضا أن أجهزة الأمن الروسية قد قتلت رستم أسيلداروف في كانون الأول/ديسمبر 2016.

### الفلبين
تُعد جماعة أبو سياف جنبا إلى جنب مع جماعة ماؤوتي أبرز تابعي ومناصري داعش في الفلبين. عمل كلا الفريقين جنبا إلى جنب مع غيرها من فروع داعش على الاستيلاء على أجزاء من مدينة مراوي في 23 أيار/مايو 2017 وذلك من خلال شن هجوم مراوي.
في 16 تشرين الأول/أكتوبر داعش قُتل أمير داعش في جنوب شرق آسيا أبو عبد الله الفلبيني ، جنبا إلى جنب مع زعيم جماعة ماؤوتي المُقاتل عمر ماؤوتي على يد القوات المسلحة الفلبينية. اندلعت في 23 تشرين الأول/أكتوبر معركة مراوي؛ وعند هذه النطقة بالذات «سحقت» الحكومة المسلحين بل نجحت بشكل فعال في تحييد ومنع أعضاء داعش من التوسع في آسيا، كما قضت على جماعة ماؤوتي بعد انتهاء المعركة.
في كانون الأول/ديسمبر 2017 بدأت بقايا جماعة ماؤوتي في تجنيد أعضاء جدد ضمن مجموعة جديدة تسمى «مجموعة الطريفي» بزعامة أبو الطريفي الذي نصب نفسه خلفا للقائد أبو عبد الله الفلبيني.

### جمهورية الكونغو الديمقراطية
في تشرين الأول/أكتوبر من عام 2017 نشر تنظيم داعش فيديو ظهر فيه عدد قليل من المسلحين في جمهورية الكونغو الديمقراطية وهم يُعلنون عن أن الجمهورية ستكون «دولة التوحيد والموحدين». ذهب قائد الفريق إلى القول بأن «هذه [يقصد جمهورية الكونغو] هي دار الإسلام للدولة الإسلامية في أفريقيا الوسطى» ودعا الجماعات الأخرى إلى السفر إلى الإقليم من أجل الانضمام إلى الحرب ضد الحكومة.